# Shang-Hua Teng
Pour les articles homonymes, voir Teng (homonymie).
Shang-Hua Teng, né en 1964, est un chercheur en informatique sino-américain. Il est professeur à l'université de Californie du Sud. Il est connu pour son travail sur l'analyse lisse d'algorithme avec Daniel Spielman, pour lequel il a notamment reçu le prix Gödel en 2008 et le prix Fulkerson en 2010.

## Biographie
Teng a reçu son BA et son BS à l'université Jiao-tong de Shanghai, puis son MS en informatique à l'université de Californie du Sud (UCS) en 1988. Il fit sa thèse à l'université Carnegie Mellon avec Gary Miller.
Avant de rejoindre l'UCS en 2009, Teng a été professeur à l'université de Boston et a occupé de nombreux postes notamment chez Xerox, au MIT et à Microsoft Research.

## Travaux
Teng est connu pour ses travaux sur l'analyse lisse des algorithmes, une méthode théorique permettant dans certains cas d'évaluer les performances d'un algorithme de façon plus réaliste que l'analyse des pires cas ou l'analyse en moyenne.

## Distinctions
- Prix Gödel 2008, avec Daniel Spielman[4]
- Prix Fulkerson 2010, avec Daniel Spielman[5]
- Prix Gödel 2015, avec Daniel Spielman pour son travail que les solvers de laplaciens[6].